# هلموت جیمز گراف فن مولتکه
هلموت جیمز گراف فن مولتکه (انگلیسی: Helmuth James Graf von Moltke؛ ۱۱ مارس ۱۹۰۷ – ۲۳ ژانویهٔ ۱۹۴۵) حقوقدان آلمانی بود که در دوران خدمت نظامی در ابوهر آلمان، علیه سوء استفاده‌های حقوق بشری آلمان از مردم در سرزمین‌های تحت اشغال آلمان در طول جنگ جهانی دوم فعالیت می‌کرد. او یکی از بنیانگذاران گروه حلقه مخالف کرایسائو بود که اعضای آن علیه دولت آدولف هیتلر در آلمان نازی عمل میکردند و در مورد چشم‌اندازهای آلمان بر پایه اصول اخلاقی و دموکراتیک پس از هیتلر بحث میکردند. نازی‌ها او را به خاطر مشارکت او در این بحث‌ها به جرم خیانت اعدام کردند.
مولتکه نوه برادر هلموت فون مولتکه جوانتر بود و نبیره هلموت فون مولتکه بزرگ ، فرمانده پیروز در جنگ های اتریش-پروسی و فرانسه-پروسی بود. او املاک کرایسائو در سیلسیای پروس را به ارث برده بود، که در حال حاضر در لهستان به نام کرژووا واقع شده است.

## اوایل زندگی
مولتکه در کرایسائو (اکنون کژیژووا، شهرستان شفیدنیتسا، لهستان) در استان سیلسیای پروسی به دنیا آمد. مادرش، دوروتی (متولد رز اینس)، اهل آفریقای جنوبی بریتانیایی الاصل  بود. او دختر سر جیمز رز اینس، رئیس دادگاه اتحادیه آفریقای جنوبی از سال ۱۹۱۴ تا ۱۹۲۷بود.
مولتکه (مولتکه بارون فیلیپ)، والدین مولتکه عالمان مسیحی بودند؛ مادر او پس از ازدواج به دین پدرش پیوست. پدر مولتکه به عنوان معلم علوم مسیحی شناخته می‌شد و به فعالیت های دینی اشتغال داشت. والدینش هر دو از اعضای گروهی بودند که اولین نسخه آلمانی کتاب درسی مربوط به علوم مسیحی، با عنوان علم و سلامتی همراه با کلیدی برای کتاب مقدس نوشته مری بیکر ادی، را ترجمه کردند. به دلایلی مرتبط با سنت خانوادگی، مولتکه  در سن 14 سالگی تصمیم گرفت عضو کلیسای انجیلی پروس شود.

## تحصیلات
از سال ۱۹۲۷ تا ۱۹۲۹، مولتکه در برزلاو، وین، هایدلبرگ و برلین در رشته حقوق و علوم سیاسی تحصیل کرد. در سال ۱۹۲۸، مولتکه درگیر سازمان‌دهی گروه‌های کاری لوونبرگ، با معلمان دانشگاه و رهبران جنبش جوانان شد. در این گروه‌ها، جوانان بیکار کارگر و کشاورز جوان با دانشجویان گرد هم میآمدند تا از یکدیگر مطالبی یاد بگیرند. آنها درباره شهروندی، وظایف و حقوق بحث و تبادل نظر می‌کردند. در مولتکه در کرایسائو قسمتی از مزرعه را بدون استفاده گذاشت و آن را به راه‌اندازی کسب و کارهای کشاورزی اختصاص داد که به خاطر این اقدام با انتقادات سختی از جانب صاحبان زمین همسایه مواجه شد.
او در سال ۱۹۳۱، با فرایا دایشمان که در اتریش با او آشنا شده بود، ازدواج کرد. مولتکه آزمون حقوق کارشناسی را  در سال 1934پشت سر گذاشت. در سال ۱۹۳۵، او از از پذیرش فرصت رسیدن به مقام قضاوت خودداری کرد تا از عضویت در حزب نازی جلوگیری کند. به جای آن، او یک دفتر وکالت در برلین تأسیس کرد. به عنوان یک وکیل در حوزه حقوق بین‌الملل، او به مهاجرانی که قربانی رژیم هیتلر شده بودند کمک کرد و به خارج سفر می‌کرد تا ارتباطات را حفظ کند. بین سال‌های ۱۹۳۵ و ۱۹۳۸، مولتکه به طور منظم به بریتانیا سفر می‌کرد، جایی که آموزش حقوق انگلیسی خود را در لندن و آکسفورد تکمیل کرد.